# Meine geliebte Unbekannte
Meine geliebte Unbekannte (Originaltitel: Mon inconnue) ist ein französisch-belgischer Spielfilm aus dem Jahr 2019 von Regisseur Hugo Gélin, der gemeinsam mit Igor Gotesman und Benjamin Parent das Drehbuch schrieb. Die Hauptrollen in der romantischen Komödie übernahmen François Civil und Joséphine Japy.

## Handlung
Der Schüler Raphaël Ramisse schreibt während des Unterrichts einen Science-Fiction-Roman rund um die Helden Zoltan, den er erst jemanden lesen lassen möchte, wenn dieser perfekt sei. Eines Tages lernt er zufällig die Schülerin Olivia Marigny kennen, die er beim Klavierspiel belauscht, und ebenfalls erst Zuhörer möchte, wenn ihr Spiel perfekt sei. Aus den beiden wird bald darauf ein Liebespaar.
Raphaël ändert seinen Roman und fügt die Figur Shadow hinzu, die von Olivia inspiriert ist. Nachdem die beiden heiraten, wird Raphaël mit Unterstützung von Olivia ein erfolgreicher Science-Fiction-Autor, während die Karriere von Olivia als angehende Konzertpianistin stagniert und sie schließlich Musiklehrerin wird. Die Ehe der beiden wird zunehmend Routine, Raphaël steigt der Erfolg zu Kopf und er wird Olivia gegenüber abweisend und arrogant. Eines Abends beendet er seinen Fortsetzungsroman und beschließt, am Ende des Romanes die weibliche Figur, die von Olivia inspiriert war, sterben zu lassen. Nach der Lektüre des Manuskripts kommt es zwischen Olivia und Raphaël zu einem Streit.
Am nächsten Morgen findet sich Raphaël in einer Parallelwelt wieder, in der Olivia ihn nie kennengelernt hat. In dieser Welt wurde aus Raphaël ein Literaturlehrer, während Olivia eine gefeierte Konzertpianistin ist. Raphaël möchte in die alte Welt zurück. Mit Hilfe seines besten Freundes Félix erfährt er mehr über sein Leben in dieser anderen Welt, in der Olivia mit ihrem Manager Marc Deschanel in einer Beziehung ist, während Raphaël mit der Lehrerkollegin Mélanie liiert ist.
Raphaël möchte Olivia zurückgewinnen. Um mehr Zeit mit ihr zu verbringen, schlägt er ihr vor, ihre Biografie zu schreiben. Obwohl sich Raphaël und Olivia im Laufe der Zeit näherkommen, nimmt Olivia Marcs Heiratsantrag an und sagt Raphaël, dass sie wünschte, sie hätte ihn schon vor Jahren kennengelernt. Um sein altes Leben zurückzubekommen, schreibt Raphaël seinen Fortsetzungsroman mit einem anderen Ende um und hofft, dass Olivias Lektüre der Schlüssel zur Rückkehr in die alte Realität sein könnte. Daher gibt er Olivia das Manuskript und bittet sie, dieses als letzten Gefallen zu lesen.
Nachdem sie mit dem Lesen anfängt, beginnt es zu schneien wie in jener Nacht, in der sie sich gestritten hatten. Raphaël nimmt daher an, dass seine Theorie funktioniert. Allerdings erkennt er, dass es ihr in dieser Realität besser geht. Während Olivia auf der Bühne auftritt, nimmt Raphaël daher das Manuskript zurück, bevor sie die Lektüre beenden kann und wirft das Manuskript weg. Raphaël verlässt das Konzertgebäude, während Olivia ihm nachläuft und die beiden sich schließlich küssen.

## Besetzung und Synchronisation
Die deutschsprachige Synchronisation übernahm die Hermes Synchron. Dialogregie führte Cay-Michael Wolf.
| Rolle                            | Darsteller             | Synchronsprecher   |
| -------------------------------- | ---------------------- | ------------------ |
| Raphaël Ramisse / Zoltan         | François Civil         | Jannik Endemann    |
| Olivia Marigny / Shadow/Schatten | Joséphine Japy         | Kaya Marie Möller  |
| Félix / Gumpar                   | Benjamin Lavernhe      | Steven Merting     |
| Mélanie                          | Camille Lellouche      | Runa Aléon         |
| Marc Deschanel                   | Amaury de Crayencour   | Sven Gerhardt      |
| Großmutter Gabrielle             | Édith Scob             | Katharina Lopinski |
| Verleger Etienne Robert          | Christian Benedetti    | Lutz Riedel        |
| Fan                              | Guillaume Bouchède     | Stefan Krause      |
| Morgane                          | Juliette Dol           | Amelie Plaas-Link  |
| Olivias Assistentin              | Anne-Valérie Payet     | Lina Rabea Mohr    |
| Präsentator JT                   | Laurent Delahousse     | Kristian Kiehling  |
| Produzent                        | Raphael von Blumenthal | Angus Alistair     |
| Sandra                           | Sonia Nini             | Doreaux Zwetkow    |
| Streberin                        | Elsa Houben            | Derya Akyol        |

## Produktion
Der Film wurde von Zazi Films (Produzenten Hugo Gélin und Laetitia Galitzine), Mars Films (Produzenten Stéphane Célérier und Valérie Garcia), Chapka Films in Koproduktion mit Beside Productions, C8 Films und France 3 Cinéma produziert, beteiligt waren Orange Cinéma Séries und Canal+. Unterstützt wurde die Produktion von Belgian Tax Shelter.
Die Dreharbeiten fanden vom 16. Januar bis zum 18. März 2018 in Paris und Umgebung statt. Die Kamera führte Nicolas Massart, die Musik schrieb Ambroise Willaume, die Montage verantwortete Virginie Bruant und das Casting Michaël Laguens. Das Szenenbild gestaltete Stéphane Rozenbaum, den Ton Rémi Daru und das Kostümbild Isabelle Mathieu.

## Veröffentlichung
Premiere war am 18. Januar 2019 am Festival international du film de comédie de l'Alpe d'Huez in Alpe d’Huez, wo François Civil als bester Schauspieler ausgezeichnet wurde.
In Frankreich kam der Film am 3. April 2019 in die Kinos, deutscher Kinostart war am 12. September 2019. Französische Erstausstrahlung war am 25. Februar 2020 auf Canal+. Am 2. Dezember 2024 wurde der Film im MDR erstmals ausgestrahlt.

## Rezeption
Filmdienst.de vergab 3 von 5 Sternen und bezeichnete den Film als „solide romantische Komödie, die einen klassischen Comedy of Remarriage-Plot gewitzt mit dem Motiv der Parallelwelt kreuzt und nicht zuletzt von sympathischen, mit Esprit gespielten Figuren lebt“.
Oliver Armknecht bewertete den Film auf film-rezensionen.de mit sechs von zehn Punkten. Die Liebeskomödie setze auf eine Mischung aus albernem Humor und konventioneller Romantik, die nie so viel aus dem Szenario heraushole, wie möglich gewesen wäre, aber doch irgendwie schön und streckenweise witzig sei.

## Auszeichnungen und Nominierungen
Festival international du film de comédie de l'Alpe d'Huez 2019
- Auszeichnung als bester Schauspieler (François Civil)[5]

Cabourg Film Festival 2019
- Auszeichnung mit dem Swann d'Or als bester Film

César 2020
- Nominierung in der Kategorie Bester Nebendarsteller (Benjamin Lavernhe)